# Diamond Dave
Diamond Dave ist das sechste Album von David Lee Roth und gleichzeitig das letzte, das er vor seiner Rückkehr zu Van Halen aufnahm.

## Entstehungsgeschichte
Das Album wurde in den Henson Recording Studios in Hollywood aufgenommen und gemischt. Es besteht beinahe ausschließlich aus Coverversionen von Titeln anderer Künstler, lediglich die Titel Medicine Man, Thug Pop und Act one stammen von Roth.

## Beteiligte Musiker
- David Lee Roth – Gesang, Mundharmonika
- Alex Gibson – Akkordeon, Mellotron
- Ron Richotte – Gitarre
- Toshi Hiketa – Gitarre
- Nile Rodgers – Gitarre
- Brian Young – Gitarre
- James Lomenzo – Bass
- Tracy Wormsworth – Bass
- James Hunting – Bass
- Ray Luzier – Schlagzeug
- Omar Hakim – Schlagzeug
- Gregg Bissonette – Schlagzeug
- Scott Page – Saxofon
- Edgar Winter – Saxofon
- Lee Thornburg – Trompete, Posaune
- Brett Tuggle – Keyboards
- Zac Rae – Keyboards
- Greg Phillinganes – Piano
- Jaime Sickora – Cowbell
- Jeremy Zuckerman – Gitarre, Akkordeon, Fender Rhodes Piano, Hammond B-3 Orgel

## Titelliste
1. You Got The Blues, Not Me … (Chris Youlden) – Cover von „I’m Tired“ von Savoy Brown – 3:17
2. Made Up My Mind (Savoy Brown) – 3:00
3. Stay While the Night is Young (Youlden) – (Savoy Brown) – 	3:43
4. Shoo Bop (Steve Miller) – Cover von Shu Ba Da Du Ma Ma Ma Ma (Steve Miller Band) – 5:11
5. She’s Looking Good (Rodger Collins) – 2:50
6. Soul Kitchen (John Paul Densmore, Robert A. Krieger, Raymond D. Manzarek, Jim Morrison) – Cover der The Doors – 4:32
7. If 6 Was 9 (Jimi Hendrix) – Cover (The Jimi Hendrix Experience) – 3:32
8. That Beatles Tune (John Lennon, Paul McCartney) – Cover von Tomorrow Never Knows (The Beatles) – 3:49
9. Medicine Man (David Lee Roth) – 1:12
10. Let It All Hang Out (William David Cunningham) – 2:25
11. Thug Pop (Roth, John Lowery) – 3:35
12. Act One (Roth) – 1:34
13. Ice Cream Man (John Brim) – 3:23
14. Bad Habits (William Bruce Field, Thomas Shelton Price) – (Billy Field) – 3:44